# Mistaken Identity (album Kim Carnes)
Mistaken Identity – album amerykańskiej piosenkarki Kim Carnes, wydany w 1981 roku.
Album zawiera największy przebój Carnes, „Bette Davis Eyes”, który był numerem 1 w wielu krajach i został najlepiej sprzedającym się singlem w USA według magazynu „Billboard”. Kolejnymi singlami z płyty były piosenki „Draw of the Cards” i „Mistaken Identity”. Carnes promowałą album trasą koncertową o nazwie Mistaken Identity Summer Tour ’81.

## Lista utworów
Strona A
1. „Bette Davis Eyes” – 3:47
2. „Hit and Run” – 3:17
3. „Mistaken Identity” – 4:49
4. „When I’m Away from You” – 3:36
5. „Draw of the Cards” – 4:54

Strona B
1. „Break the Rules Tonite (Out of School)” – 3:17
2. „Still Hold On” – 4:39
3. „Don’t Call It Love” – 3:09
4. „Miss You Tonite” – 5:12
5. „My Old Pals” – 3:19

## Notowania
| Kraj                              | Pozycja |
| --------------------------------- | ------- |
| Australia                         | 2       |
| Holandia (MegaCharts)             | 36      |
| Kanada                            | 4       |
| Niemcy                            | 3       |
| Norwegia (VG-lista)               | 1       |
| Nowa Zelandia (RMNZ)              | 1       |
| Stany Zjednoczone (Billboard 200) | 1       |
| Szwecja (Sverigetopplistan)       | 4       |
| Wielka Brytania (UK Albums Chart) | 26      |

## Certyfikaty
| Kraj                     | Certyfikat          |
| ------------------------ | ------------------- |
| Kanada (Music Canada)    | 3 × platynowa płyta |
| Stany Zjednoczone (RIAA) | platynowa płyta     |